# Аль-Иттихад (футбольный клуб, Триполи)
«Аль-Иттихад» (араб. الإتحاد‎) — ливийский футбольный клуб из города Триполи, самый титулованный в стране: 10-кратный победитель «Триполи Чемпионшипа», 15-кратный чемпион Премьер-лиги, 6-кратный обладатель Кубка Ливии и 8-кратный обладатель Суперкубка Ливии.
Основан 29 июля 1944 года в результате слияния трёх клубов: «العمال -al-Ummal», «Al Nahda» и «Al Shabab». Президентом вновь образованного клуба стал Мохаммед Аль-Креуи (араб. محمد الكريو‎).
Домашний стадион — Триполи.

## Достижения
Триполи Чемпионшип: победитель: 1949, 1950, 1951, 1952, 1953, 1954, 1955, 1956, 1957, 1958
- Премьер-лига Ливии (18) (рекорд)
  - Чемпион: 1965, 1966, 1969, 1986, 1988, 1989, 1990, 1991, 2002, 2003, 2005, 2006, 2007, 2008, 2009, 2010, 2021, 2022

- Кубок Ливии (6) (рекорд)
  - Победитель: 1992, 1999, 2004, 2005, 2007, 2009
  - Финалист: 1994, 1987, 2002, 2003

- Суперкубок Ливии 8 (рекорд)
  - Победитель: 1999, 2002, 2003, 2004, 2005, 2006, 2007, 2008

## Тренер
- Бальтемар Бриту
- Лев Иванов